# Casa consistorial de Mazaleón

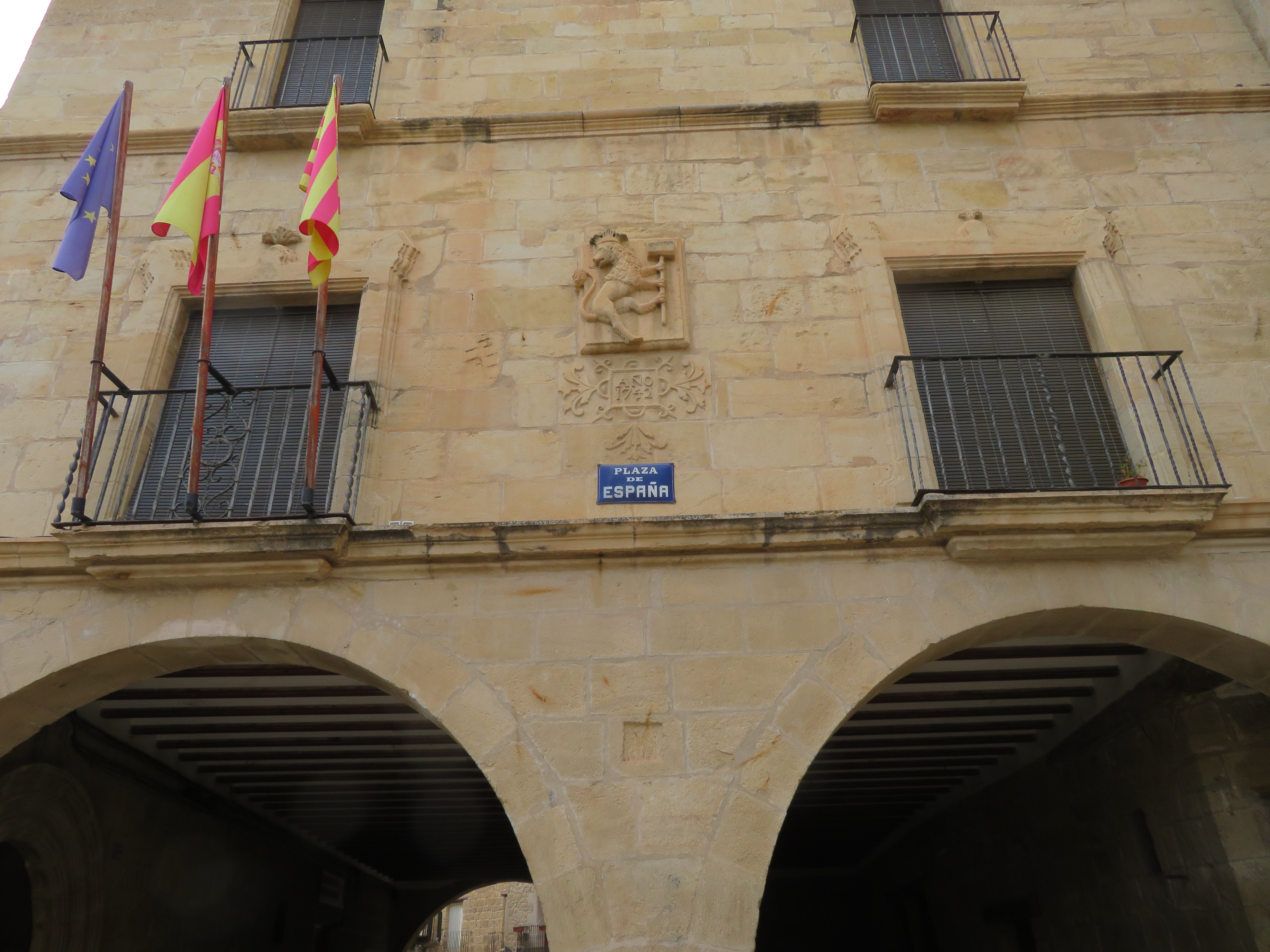
Ayuntamiento de Mazaleón, Teruel.

La casa consistorial de Mazaleón (provincia de Teruel, España) es un edificio construido durante el siglo XVIII en piedra sillar y situado entre medianerías; quedan exentas sus fachadas anterior y posterior, que en forma lonja de dos crujías en el piso inferior articulan el entramado urbano. 
Consta de una planta rectangular y tres alturas claramente diferenciadas al exterior por medio de impostas. Su espacio interior ha sido profundamente transformado, construyéndose una nueva escalera de acceso a los pisos superiores, ya que antes se accedía a través de una escalera exterior adosada a la antigua muralla. 
La fachada principal se caracteriza por una gran simplicidad y simetría. En el primer piso se abren dos grandes arcos de medio punto sobre los que aparecen, en las dos plantas superiores, dos balcones adintelados. La planta superior se remata en el centro por una pequeña espadaña. 
La decoración exterior de los paramentos es muy escasa, reduciéndose a un escudo de la Villa en la fachada principal y otro sobre la portada de ingreso.